# Gäddevattnet (Mo socken, Bohuslän)
Gäddevattnet är en sjö i Tanums kommun i Bohuslän och ingår i Örekilsälvens huvudavrinningsområde. Sjön är 5,1 meter djup, har en yta på 0,03 kvadratkilometer och är belägen 153 meter över havet.